# Lomas de Ahuatepec
Lomas de Ahuatepec är en ort i Mexiko.   Den ligger i kommunen Cuernavaca och delstaten Morelos, i den sydöstra delen av landet, 50 km söder om huvudstaden Mexico City. Lomas de Ahuatepec ligger 1 739 meter över havet och antalet invånare är 1 040.
Terrängen runt Lomas de Ahuatepec är kuperad åt sydväst, men åt nordost är den bergig. Terrängen runt Lomas de Ahuatepec sluttar söderut. Runt Lomas de Ahuatepec är det mycket tätbefolkat, med 1 463 invånare per kvadratkilometer. Närmaste större samhälle är Cuernavaca, 6,6 km sydväst om Lomas de Ahuatepec. I omgivningarna runt Lomas de Ahuatepec växer huvudsakligen savannskog.